# 湯雄業
湯雄業（1739年—？），江蘇常州府武進縣人，清朝政治人物。

## 生平
貢生出身，選廣西橫州知州。乾隆三十七年，任廣西明江廳同知。乾隆三十九年，任雲南臨安府知府。歷任雲南昭通府知府、永昌府知府、東川府知府。乾隆四十四年，歷任雲南迤南道、廣西左江道，署廣西按察使。乾隆五十五年，任廣西按察使，同年改廣西布政使。